# Gordejki Małe
Gordejki Małe (deutsch Klein Gordeyken, 1938 bis 1945 Kleingordeiken) ist ein kleiner Ort in der polnischen Woiwodschaft Ermland-Masuren und gehört zur Stadt-und-Land-Gemeinde Olecko (Marggrabowa, umgangssprachlich auch Oletzko, 1928 bis 1945 Treuburg) im Powiat Olecki (Kreis Oletzko, 1933 bis 1945 Kreis Treuburg).

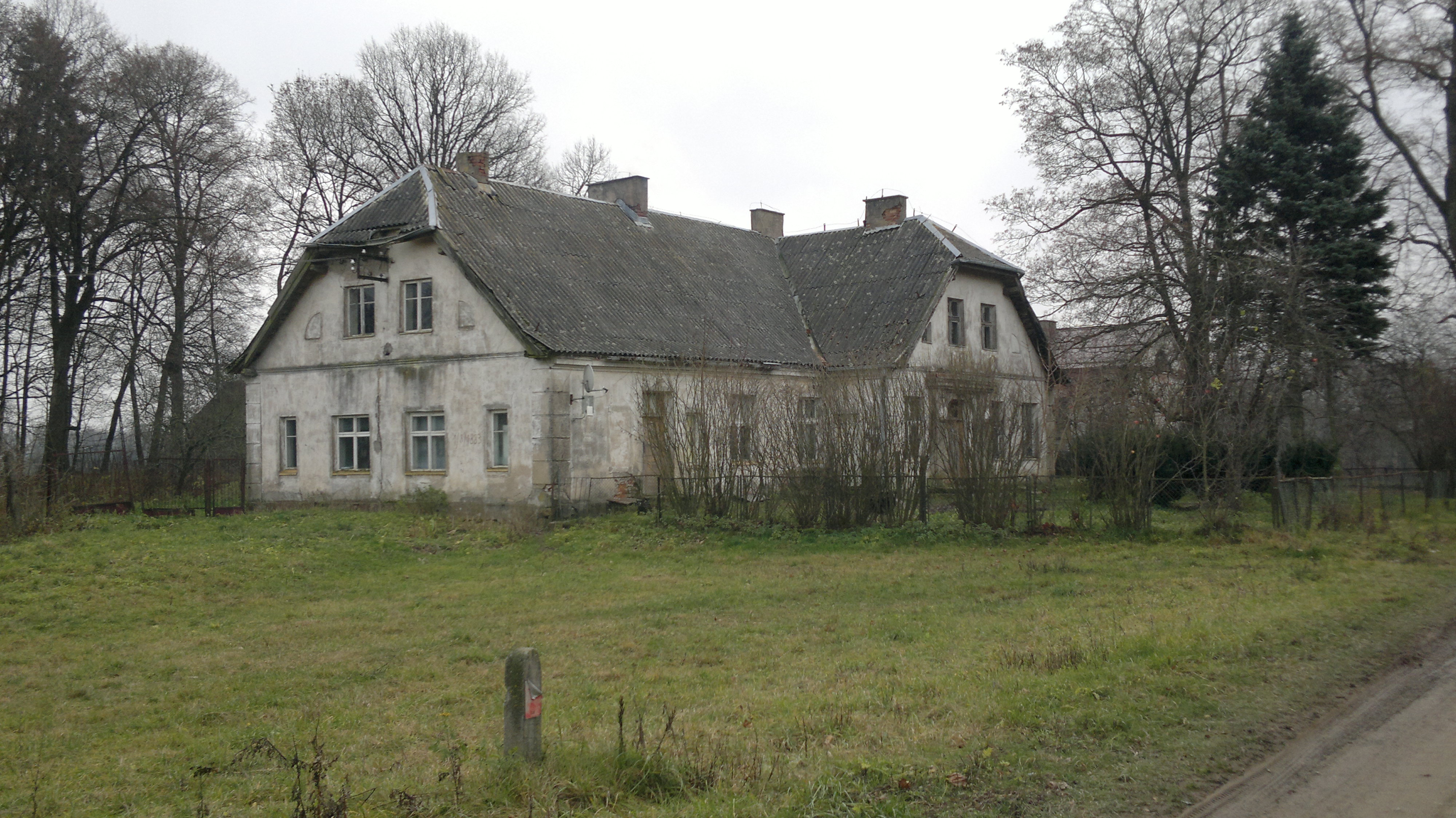
Das einstige Gutshaus Klein Gordeyken in Gordejki Małe

## Geographische Lage
Gordejki Małe liegt im Osten der Woiwodschaft Ermland-Masuren, sieben Kilometer nordwestlich der Kreisstadt Olecko.

## Geschichte
Der heutige Weiler (polnisch osada) war seit seiner Entstehung eine Ortschaft innerhalb der Gemeinde Gordeyken (1938 bis 1945 Gordeiken, polnisch Gordejki) und gehörte zum Kreis Oletzko (1933 bis 1945: Kreis Treuburg) im Regierungsbezirk Gumbinnen der preußischen Provinz Ostpreußen. Der kleine Ort mit 43 Einwohnern im Jahre 1905 war geprägt von einem 212 Hektar umfassenden Gut mit dazugehörender Ziegelei in Dullen. In den 1930er Jahren war es im Besitz der Familie Kowitz. (Adolf Willi Kowitz, geb.19.12.1904 in Seesken, Kreis Treuburg und seine Ehefrau Hildegard Margarete Kowitz geb. Dzikonski geb.23.08.1909 in Wielitzken, Kreis Treuburg mit den Kindern Inge, Dorothea, Bärbel, Hans-Georg und Ulrike) Das Gutshaus wurde im Anfang des 20. Jahrhunderts errichtet und wies Jugendstilmerkmale auf, vor allem an der Eingangstür.
Im Jahre 1945 wurde der 1938 in Kleingordeiken umbenannte Ort in Kriegsfolge mit dem gesamten südlichen Ostpreußen an Polen überstellt. Heute gehört er zum Schulzenamt (polnisch sołectwo) Gordejki (Gordeyken, 1938 bis 1945 Gordeiken) im Verbund der Stadt-und-Land-Gemeinde Olecko (Marggrabowa, 1928 bis 1945 Treuburg) im Powiat Olecki (Kreis Oletzko, 1933 bis 1945 Kreis Treuburg), bis 1998 der Woiwodschaft Suwałki, seither der Woiwodschaft Ermland-Masuren zugehörig.
Das erhaltene Gutshaus mit seinem von Eiben gesäumten Hauseingang befindet sich im Besitz der Staatlichen Agentur für Landwirtschaftliche Immobilien (polnisch Agencja Własności Rolnej Skarbu Państwa - AWRSP).

## Religionen
Klein Gordeyken war bis 1945 in die Evangelische Kirche Marggrabowa (Treuburg) in der Kirchenprovinz Ostpreußen der Kirche der Altpreußischen Union sowie in die katholische Pfarrkirche der Kreisstadt, seinerzeit im Bistum Ermland, eingepfarrt. Auch Gordejki Małe gehört heute wieder zur Pfarrkirche der Kreisstadt, jetzt allerdings im Bistum Ełk (deutsch Lyck) der Römisch-katholischen Kirche in Polen. Die evangelischen Einwohner orientieren sich zu den Kirchen in Ełk bzw. Gołdap, beide in der Diözese Masuren der Evangelisch-Augsburgischen Kirche in Polen gelegen.

## Verkehr
Gordejki Małe liegt nördlich der Woiwodschaftsstraße DW 655 und ist von dort (bzw. von Gordejki aus) auf einem Landweg zu erreichen.
Hundert Meter südöstlich des Ortes liegt die ehemalige Bahnstation Gordeyken (Gordeiken) der Bahnstrecke Kruglanken–Marggrabowa (Oletzko)/Treuburg (polnisch Kruklanki–Olecko), die seit 1945 nicht mehr befahren wurde.